# Beuve
Pour les articles homonymes, voir Beuve (homonymie).
Le Beuve est une  rivière du sud-ouest de la France et un affluent gauche de la Garonne.

## Géographie
De 30,1 km de longueur, le Beuve est une rivière qui prend sa source sur la commune de Bazas en Gironde en région Nouvelle-Aquitaine et se jette dans la Garonne entre Langon et La Réole, en guise de limite territoriale de Saint-Pardon-de-Conques et de Castets et Castillon.

### Département et communes traversés
- Gironde : Bazas, Marimbault, Saint-Come, Gajac, Gans, Lados, Brouqueyran, Berthez, Auros, Brannens, Bieujac, Saint-Loubert, Castets et Castillon, Saint-Pardon-de-Conques, Saint-Pierre-de-Mons.

## Principaux affluents
D'amont en aval : 
- Ruisseau de Birac : 7,5 km (rd)
- Ruisseau de Tauziette : 6,4 km (rd)
- Ruisseau de Carpouleyre : 6,2 km (rg)
- Ruisseau de Loupes : 3,5 km (rg)
- le Rieutort : 6,5 km (rd)